# کوستلانی ناد موراووو
کوستلانی ناد موراووو (به چکی: Kostelany nad Moravou) یک منطقهٔ مسکونی در جمهوری چک است که در ناحیه اوهرسکه هرادیشتی واقع شده‌است. کوستلانی ناد موراووو ۴٫۶۹ کیلومتر مربع مساحت و ۹۲۸ نفر جمعیت دارد و ۱۷۷ متر بالاتر از سطح دریا واقع شده‌است.